# Richmond Webb
Richmond Jewel Webb (Dallas, 11 gennaio 1967) è un ex giocatore di football americano statunitense che ha giocato nel ruolo di offensive tackle nella National Football League (NFL). Fu scelto nel corso del primo giro (9º assoluto) del Draft NFL 1990 dai Miami Dolphins. Al college ha giocato a football alla Texas A&M University.

## Carriera professionistica
Webb come nono assoluto del Draft 1990 dai Miami Dolphins. Giocò coi Dolphins per undici stagioni e stabilì i record di franchigia disputando 118 gare consecutive come titolare e venendo convocato per sette Pro Bowl consecutivi. Dopo la fine della sua esperienza a Miami, Webb disputò due stagioni coi Cincinnati Bengals. La sua carriera subì un declino a causa degli infortuni e dopo aver fallito un provino coi Dolphins nel 2003, Webb non trovò spazio in nessuna squadra, decidendo di ritirarsi nell'autunno 2004. Il 9 luglio 2005, Webb firmò un contratto di un giorno per ritirarsi come membro dei Dolphins.
Il 25 dicembre 2006, Webb fu inserito nel Dolphins Honor Roll, il sedicesimo giocatore della storia a ricevere questo onore.

## Palmarès
- (7) Pro Bowl (1990, 1991, 1992, 1993, 1994, 1995, 1996)
- (5) All-Pro (1990, 1992, 1993, 1994, 1995)
- PFWA All-Rookie Team - 1990
- Formazione ideale della NFL degli anni 1990
- Miami Dolphins Honor Roll

## Statistiche
| Partite totali      | 184 |
| Partite da titolare | 167 |